# Meetro
Meetro es un cliente de mensajería instantánea multired basado en localización (LBS, location-based services). Es compatible con el mensajero de AOL, Yahoo!, MSN y ICQ. Meetro hace posible que uno pueda encontrarse a gente con intereses similares de una área específica, así como fijar filtros de mensajes y protocolos en un programa. La compañía fundadora de Meetro es Meetroduction, establecida en Palo Alto, California, EE. UU.

## Lanzamiento e historia
Meetro salió al público el primero de junio del 2005. El 14 de agosto de 2005, Slashdot publicó el rumor que Meetro estaba en conversaciones para ser comprado por el gigante de Google. Paul Bragiel, CEO de Meetroduction, ha dicho que la historia no era nada más que rumores, aunque la publicidad atrajo una ola de nuevos usuarios al nuevo mensajero instantáneo.

## Funcionamiento
Meetro se diferencia de otros mensajeros populares en que los usuarios pueden introducir especificaciones de ubicación para ver a otros usuarios en áreas cercanas (a la redonda). 
Su localizador de sitios actualmente admite la mayoría de las localidades en EE. UU. y Europa y se está expandiendo para incluir otras localidades. Los usuarios que no son capaces de establecer una localidad pueden introducir detalles de su latitud y longitud para ver que tan lejos están otros usuarios en otra ubicación específica.

## Características
Meetro permite al usuario crear grupos personalizados dentro del programa. Estos grupos pueden ser configurados para mostrar una subconfiguración específica de los usuarios de Meetro agrupados por cualquier combinación como: estado (disponible/no disponible), género (masculino, femenino, no especificado), distancia mínima, distancia máxima, palabras clave, relación (amigo, amigo de un amigo, sin relación, Meetro HQ). Se puede crear, por ejemplo, un grupo en el que se incluya a todos los usuarios que están entre 3 y 4 millas de distancia y que se encuentren en línea.